# Sszangmun állomás
Sszangmun (Ssangmun) állomás a szöuli metró 4-es vonalának állomása, mely Szöul Tobong-ku (Dobong-gu) kerületében található.

## Viszonylatok
| 4-es vonal                                         | 4-es vonal                | 4-es vonal                               |
| -------------------------------------------------- | ------------------------- | ---------------------------------------- |
| Cshang-tong (Chang-dong) Tanggoge (Danggogae) felé | személy- és expresszvonat | Szuju (Suyu) Anszan (Ansan) és Oido felé |